# Plaza de la Gavidia

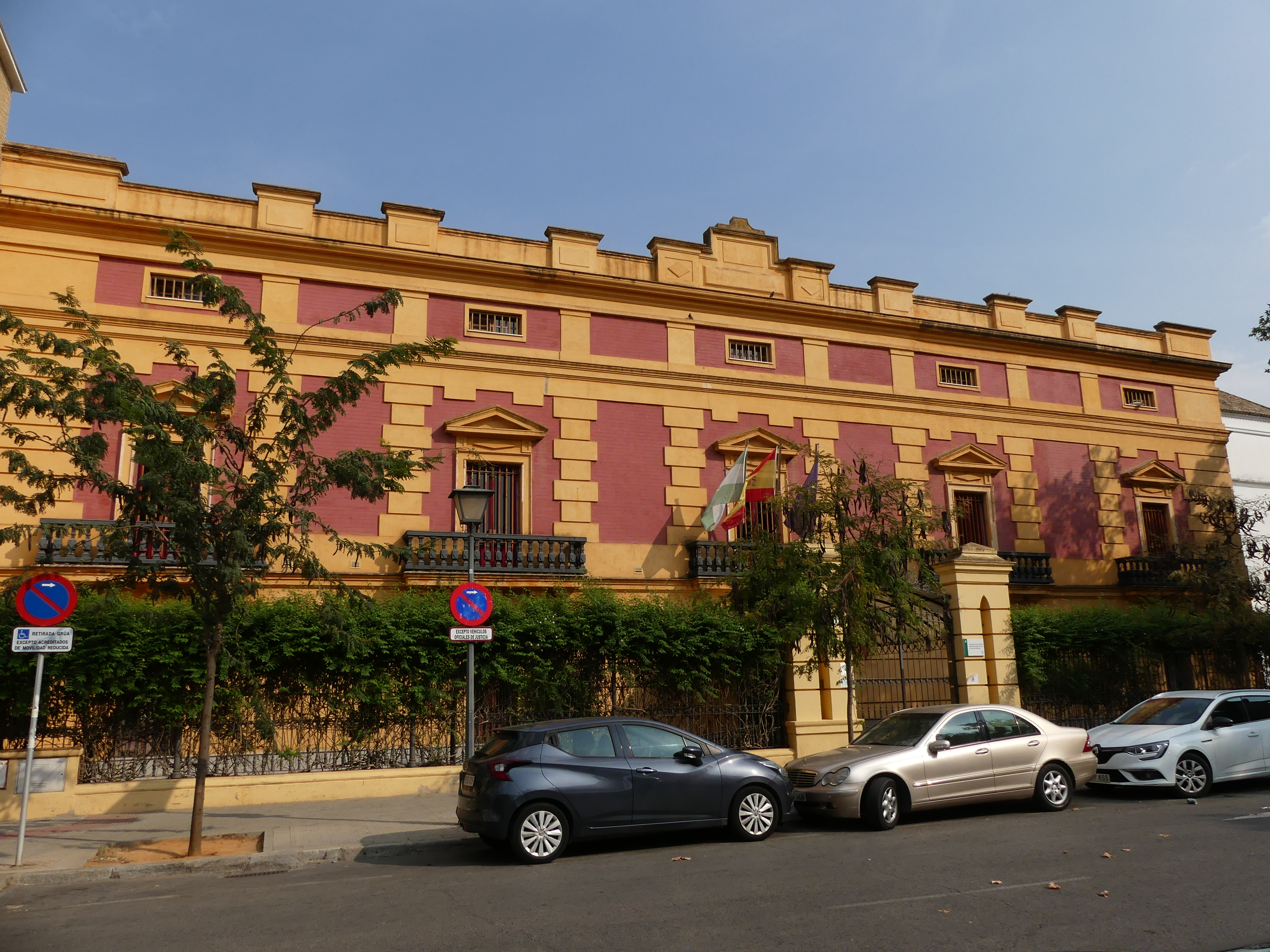
Consejería de Justicia de la Junta de Andalucía, en un edificio que fue anteriormente Capitanía General.

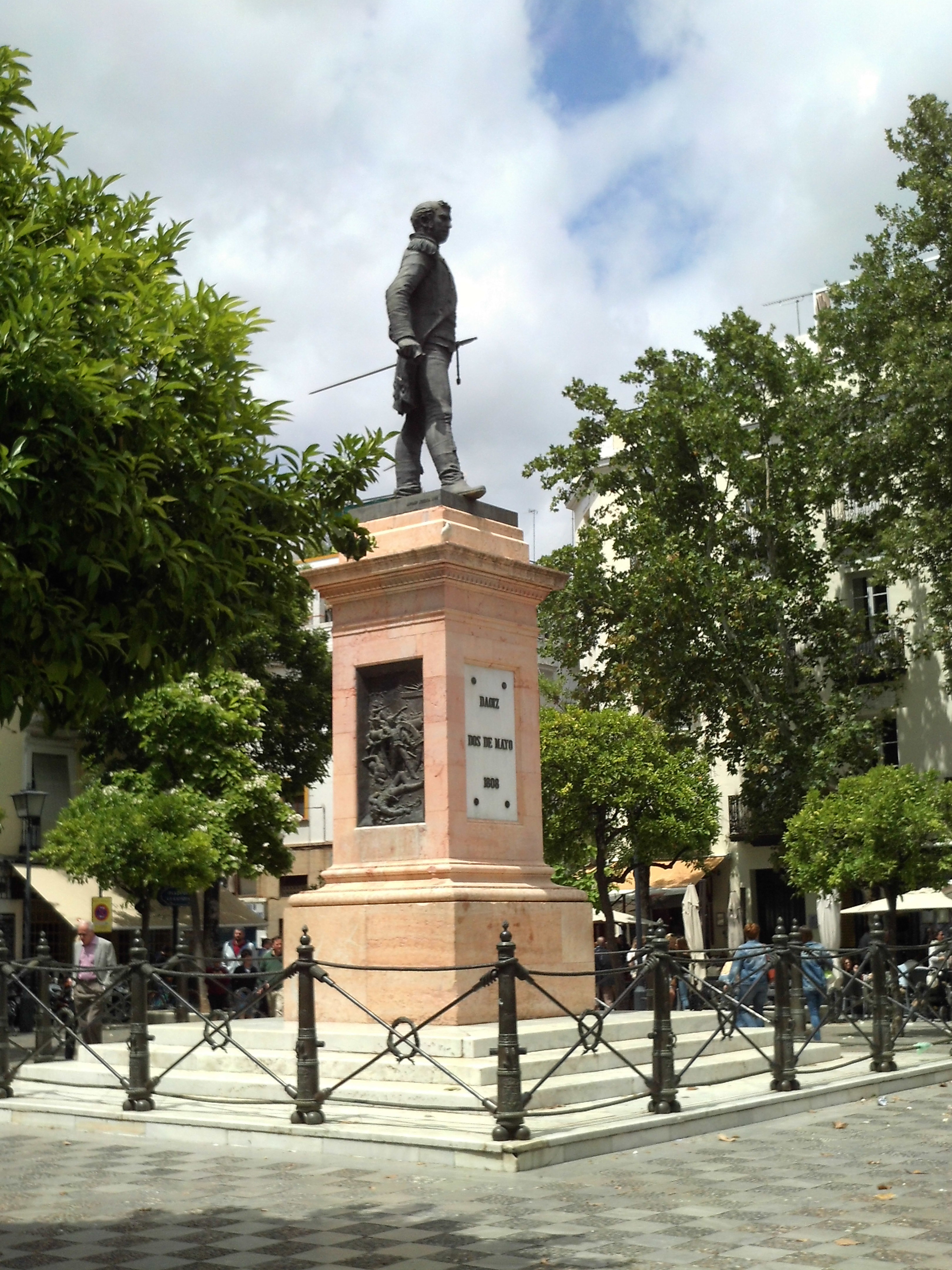
Monumento a Daoíz.

La plaza de la Gavidia es un espacio público de la ciudad española de Sevilla.

## Descripción
La plaza, cercana a la de la Concordia, tiene entradas por las calles Padre Tarín, Cardenal Spínola, Baños, Pachecos, Germán y Ribón y San Juan de Ávila. Aparece descrita en la Noticia histórica del origen de los nombres de las calles de esta ciudad de Sevilla (1839) de Félix González de León con las siguientes palabras:

Plaza de la Gavidia. Corresponde al cuartel C. y á las parroquias de san Miguel y san Vicente, por mitad á cada una. Se ignora el origen de su nombre. En esta plaza estaba la casa principal conocida por de Quiroz, y tambien de los Mundos, casas tan ricas y principales que habiendo sufrido un horrible incendio á mediados del siglo pasado, que las consumió todas hasta los cimientos, era tanta la riqueza que tenian en plata labrada, que en una relacion que he leido de este incendio, dice, que derretida la plata con el fuego corria por entre los escombros cual si fuera porcion de agua reunida. Ponderacion grande parece, ó mucha plata debia haber, desde entonces no se han concluido las casas que se labraron en el sitio de la quemada, y estan casi hechas solar. Hay tambien en esta plaza una carnicería pública para el abasto comun; y en el año de 1836 se hizo en ella un plantío de árboles formando una bonita alameda que la gente ha arrancado y ya no existe. La plaza es cuadrilonga y se halla hácia el poniente de la ciudad entre las calles del hospicio de indias, y de los Baños.
(González de León, 1839, pp. 70-71)